# Dunleith
Dunleith es una mansión histórica situada en Natchez, Misisipi. El edificio anterior, Routhland, había sido construido por Job Routh y ofrecida a su hija María Routh. Cuando fue alcanzado por un rayo y se quemó en 1855, su esposo, el general Charles G. Dahlgren reconstruyó la casa. Se vendió por $ 30 000 dólares en 1858 a Alfred Vidal Davis, quien le cambió el nombre por Dunleith. Fue declarada Monumento Histórico Nacional en 1974.
La casa de 26 habitaciones y tiene 40 acres (16 ha), junto con varias dependencias donde también se encuentra una cochera, una lechería, un gallinero y un edificio de ladrillo de tres pisos. El edificio principal tiene un diseño neogriego e incluye 26 columnas toscanas hechas de ladrillo y estuco. Hay porches alrededor de todo el edificio, en la primera y segunda planta. El primer piso incluye ventanas similares a las de Monticello.
La película de 1957, El árbol de la vida fue filmada en parte en Dunleith, al igual que una parte de la versión de 1974 de Tom Sawyer y Huck Finn por Columbia Pictures, y un episodio de Tierra Prometida para la CBS en 1998.